# Клевець
Клеве́ць, келеп, келевець — холодна зброя на короткому ратищі, гранована і вузька бойова частина якого нагадує дзьоб птаха із молоткоподібним обушком. 

## Загальний опис
Застосовувався в X—XVII ст. для враження воїнів супротивника, що мали захисне спорядження — кольчуги, лати тощо. Походить клевець від бойового молота, найпоширенішої зброї давніх слов'ян, германців і кельтів. З удосконаленням обладунків накінцевик молоту набув більш гострої форми.
Поступово бойова частина клевця усе більше набувала форми пташиного дзьоба, за що цю зброю в Європі прозвали «дзьоб папуги» або просто «папуга», а в Росії «клевец». За невеликої (1-1,5 кг.) ваги, клевець завдяки дуже малій площі удару пробивав практично всі обладунки та щити й застрягав у тілі. Добре підходив також для відбивання ударів супротивника. 
Особливістю клевця була наявність окрім дзьоба зі зворотної сторони обуха невеликої площинки у виді молотка або чотиригранного шипа, що робило його більш функціональним. У XVI ст. Клевець поступово стає відзнакою воєначальників Німеччини й Італії, втрачаючи бойове застосування. А за появи кавалерійських пістолетів узагалі втратив своє призначення як зброї та вийшов із ужитку в кінці XVII ст.

## Фольклор
В українському фольклорі збереглися згадки про цю козацьку зброю: «А козак козачий звичай знає, Келепом по ребрах торкає…»
Багато келепів було знайдено під час археологічних розкопок на місці битви під Берестечком, тож стара українська пісня була абсолютно слушна: «Козак ляшка здоганяє, Келепом межи плечі наганяє…»

## Мисливський келеп
Зброя, схожа на келеп, використовувалася і для полювання на тюленів. У Норвегії такий мисливський келеп був відомий під назвою гакапік.

## Металургійний клевець
При виплавці металів клевець застосовували ще в середні віки для витягування зливків з печі. Про це пише Георг Агрікола у своїй роботі «Про гірничу справу та металургію» (De Re Metallica, 1556 рік):
| Тільки-но свинець починає виливатися у випускний тигель, його вичерпують і розливають залізним ковшем у мідні виливниці, якими зазвичай користуються зейгерувальники. Якщо свинець відразу не остигає, його обливають водою і витягують клевцем . Загострений кінець клевця має 3/4 фута у довжину, а гладкий – всього 2 пальці. Виливниці попередньо слід зсередини обмазувати рідкою глиною для того, щоб зливки свинцю легко випадали з них, коли виливниці перевертають і стукають по них широким тупим кінцем клевця. |